# Винс Войер
Винс Войер (англ. Vince Vouyer, настоящее имя — Джон Алекс Лефом (англ. John Alex Lefom), род. 1 июня 1966 года, Лоуэлл, штат Массачусетс, США) — американский порноактёр и режиссёр.

## Биография
Родился в Лоуэлле (Массачусетс), в 1989 году переехал в Лос-Анджелес (Калифорния). Несколько лет работал лифтовым механиком днём и стриптизёром ночью.

## Карьера
Начал карьеру в порноиндустрии в 1994 году, в возрасте около 28 лет, после того как на вечеринке познакомился с актрисой Алишией Рио. Снялся более чем в 1000 фильмах, выступил режиссёром для более чем 200 фильмов. Закончил карьеру в 2014 году.

## Премии и номинации
- 1997 AVN Awards — Лучшая парная сцена (Conquest) вместе с Дженной Джеймсон[4]
- 1997 Hot d'Or Award победа — лучший америнканский актёр[5]
- 1997 AVN Awards — самая скандальная сексуальная сцена (Shock) вместе с Шейлой Лаво и T. T. Boy[4]
- 1997 AVN Awards — лучшая групповая сцена (The Show) вместе с Кристи Кэнион, Тони Тедески и Стивеном Сент-Круа[4]
- 2007 AVN Awards победа — лучшая анальная сцена, видео (Breakin’ ‘Em In 9 - Vouyer Media) вместе с Эми Рид[6]
- 2012 Зал славы XRCO[7]